# Route nationale 362
Die Route nationale 362, kurz N 362 oder RN 362 war von 1933 bis 1973 eine französische Nationalstraße, die von Maroilles aus nach Osten zur belgischen Grenze bei Sivry-Rance verlief. Sie war durch die N2 unterbrochen. Der westlich der N2 liegende Abschnitt von Maroilles bis Avesnes-sur-Helpe war 12 Kilometer lang und der östlich der N2 liegende Abschnitt bis zur belgischen Grenze 15 Kilometer.